# Miami City Ballet

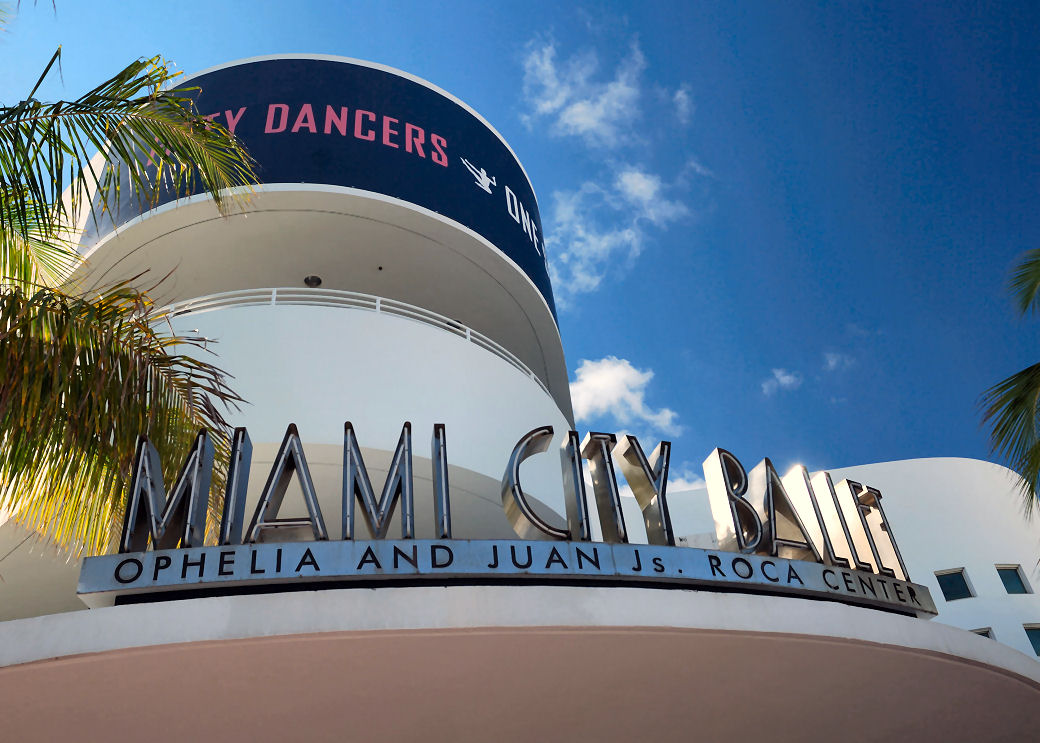
Sede del Ballet de la ciudad de Miami en Miami Beach.

El Miami City Ballet es una compañía de ballet fundada y dirigida por Edward Villela en 1986.
Con sede en el Adrienne Arsht Center for the Performing Arts su repertorio central está integrado por las coreografías de George Balanchine, Jerome Robbins, Twyla Tharp, Mark Morris y otros, además de clásicos como "Giselle" y "Don Quijote".
El cuerpo de baile está formado por 55 bailarines provenientes de Estados Unidos, Cuba, Venezuela, China, Suiza, Francia, Japón, y Alemania, con un repertorio total de 88 coreografías. Actúa en Fort Lauderdale, Miami y West Palm Beach, además de giras en el Centro Kennedy y el Centro Lincoln
La compañía se completa con la Escuela de Ballet de la ciudad de Miami, inaugurada en 1993.